# Inscripción de Kedukan Bukit
La inscripción de Kedukan Bukit fue descubierta por el neerlandés M. Batenburg el 29 de noviembre de 1920 en Kedukan Bukit, Sumatra Meridional, Indonesia, en las orillas del río Tatang, un afluente del río Musi. Es el registro más antiguo conservado de la lengua malaya, en su variante llamada antiguo malayo. Se trata de una piedra pequeña de 45 cm × 80 cm datada del 1 de mayo de 683 y escrita usando el alfabeto Pallava . Contiene numerosas palabras en sánscrito.

## Contenido

### Transliteración
| Línea | Transliteración                                   |
| ----- | ------------------------------------------------- |
| 1     | svasti śrī śaka varṣātīta 605 ekādaśī śukla-      |
| 2     | pakṣUn vulan vaiśākha ḍapunta hiyaṃ nāyik di      |
| 3     | sāmvau maṅalap siddhayātra di saptamī śuklapakṣUn |
| 4     | vulan jyeṣṭha ḍapunta hiyaṃ marlapas dari mināṅUn |
| 5     | tāmvan mamāva yaṃ vala dua lakṣUn daṅun kośun     |
| 6     | dua ratus cāra di sāmvau daṅUn jālan sarivu       |
| 7     | tlu ratus sapulu dua vañakña dātaṃ di mukha upaṃ  |
| 8     | sukhacitta di pañcamī śuklapakṣUn vulan āsāḍha    |
| 9     | laghu mudita dātaṃ marvuat vanua ...              |
| 10    | śrīvijaya jaya siddhayātra subhikṣUn nityakāla    |

### Traducción almalayomoderno
Svasti! Pada 11 hari bulan separuh Vaiśākha tahun 605 Śaka, Dapunta Hiyang menaiki sampan untuk mendapatkan siddhayātra. Pada hari ke tujuh iaitu 15 hari bulan separuh Jyeṣṭha, Dapunta Hiyang berlepas dari Mināṅa membawa 20000 orang bala tentera dengan bekal-bekalan sebanyak 200 peti di sampan diiringi 1312 orang yang berjalan kaki banyaknya datang ke hulu Upang dengan sukacitanya. Pada 15 hari bulan separuh āsāḍha dengan mudah dan gembiranya datang membuat benua ... Śrīvijaya jaya siddhayātra subhikṣa nityakāla!

### Traducción
Om swasti astu! Saludos y prosperidad. En el año 605 de la era saka, en el día decimoprimero de la media luna de Waisaka, Sri Baginda tomó cayucos para obtener siddhayatra. El día séptimo 7, en el decimoquinto día de la media-luna de Jyestha, Sri Baginda se libró de minānga tāmvan. Tomó 20.000 soldados con él... y 200 cayucos con 1.312 soldados de a pie. Llegaron  a... Verdaderamente bendecidos en el decimoquinto día de la media luna de..., Raudos, felices, hicieron un viaje al país de ... ¡Gran Srivijaya! Prosperidad y riquezas...